# 판단여지
판단여지(判斷餘地)란 사법부가 그 정당성을 판단하는 것이 불가능하거나 합당하지 않아서 행정청의 판단을 존중해 줄 수밖에 없는 영역을 뜻하는 행정법상 용어이다.

## 재량과 구별
행정기관에게 판단여지가 인정되는 경우에는 그 한도에서 법원에 의한 심사권이 제한되므로 이 점에서 판단여지와 재량은 유사하다. 하지만 판단여지는 법률요건상의 불확정법개념의 해석에 대하여 행정청에 주어진다는 점에서 인식의 문제이고, 재량은 법률효과의 선택의 문제이므로 엄연히 구별되는 것이다.

## 판단여지가 인정되는 구체적 영역
- 공무원에 대한 근무평가 및 시험에 있어서 성적의 평가와 같은 타인이 대체할 수 없는 결정(비대체적결정)
- 고도의 전문가로 구성된 직무상 독립성을 갖는 위원회의 결정(구속적인 가치평가)
- 환경행정 또는 경제행정 분야 등에서 행정청이 고도의 전문가로서 내린 미래예측 결정
- 공무원의 인사계획이나 인사이동 등 행정정책적 결정(행정정책적인 결정)

## 판례
판례는 공무원임용면접전형, 감정평가사시험의 합격기준, 사법시험출제, 교과서검정처분 등을 재량의 문제로 보고 있어 판단여지와 재량을 구별하지 않는다.

## 같이 보기
- 재량행위
- 사법심사

## 참고 문헌
- 김철용, 행정법, 고시계사, 2012. ISBN 978-89-5822-383-2